# Masque à gaz pour cheval
 (avril 2017).
Si vous disposez d'ouvrages ou d'articles de référence ou si vous connaissez des sites web de qualité traitant du thème abordé ici, merci de compléter l'article en donnant les références utiles à sa vérifiabilité et en les liant à la section « Notes et références ».

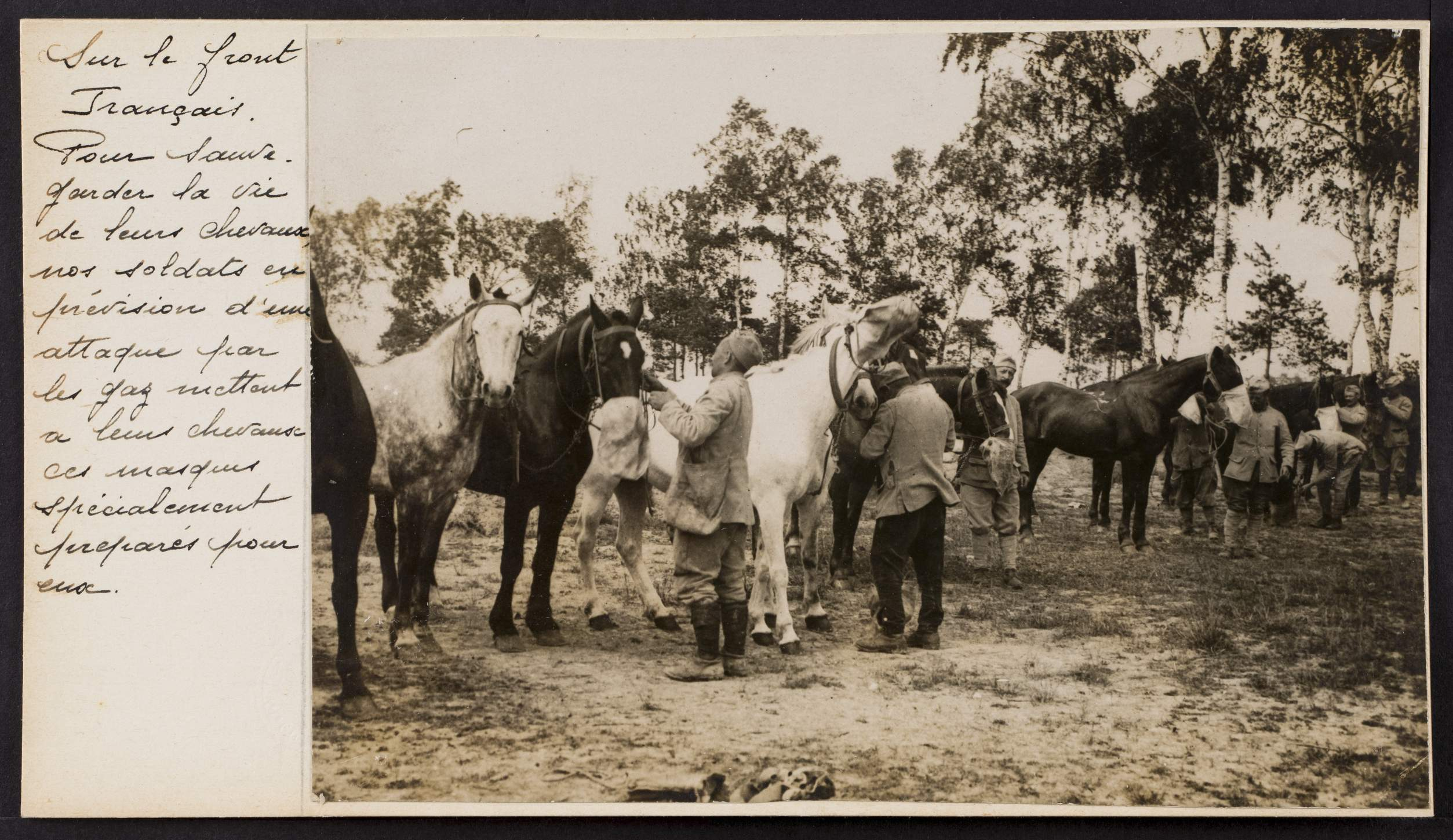
Chevaux équipés de masques à gaz pendant la Seconde Guerre mondiale

Le masque à gaz pour cheval,, est un appareil de protection pour chevaux utilisé notamment dans l’Armée française depuis la Première Guerre mondiale pour éviter aux animaux d’inhaler des gaz toxiques sur les champs de bataille.

## Histoire
Depuis que l’homme a su domestiquer le cheval, le potentiel physique de ce dernier a très vite été utilisé à des fins militaires, comme chaque nouvelle découverte ou invention dans l'histoire de l'Humanité. La première utilisation du cheval à la guerre remonte à plus de 5 000 ans, les plus anciennes preuves d'utilisation guerrière de chevaux en Eurasie datant d'entre 4000 et 3000 av. J.-C..
Au début de la campagne de France, l'armée française utilise 400 000 chevaux. Il est donc très important de protéger ces animaux des dangers du champ de bataille. L'Armée française décida donc de confectionner des masques à gaz pour chevaux.

## Protection du cheval
Chez le cheval, les voies respiratoires sont sensibles à l’action des gaz ; Un cheval ne respire pas par la bouche, il n'utilise que ses naseaux. Les yeux sont sensibles à celle de l’ypérite, mais le sont peu aux effets d'autres produits toxiques, tels que les gaz lacrymogènes par exemple. Le corps est sensible à l’action de l’ypérite.
L’appareil réglementaire de protection individuelle du cheval est le masque Decaux dans l'Armée française pendant la Seconde Guerre mondiale ; il s’applique également au mulet. Cet appareil ne protège pas les yeux. Si l’animal risque de rester exposé à une action prolongée ou à une forte concentration de vapeurs d’ypérite, on pourra protéger les yeux par des moyens de fortune, comme des bandeaux.
À défaut de masque, on peut protéger un cheval au repos avec une musette doublée contenant, entre la doublure et la musette, du foin imprégné de solution neutralisante. Si on ne dispose pas de musette doublée, se servir d’une musette simple garnie de foin mouillé avec de l’eau. Lorsque le cheval stationne dans une zone qui a été infectée par l’ypérite, il conviendra de se munir d’une musette pour éviter qu’il ne broute de l’herbe ou des feuilles contaminées. Les masques en service sont affectés par l’unité qui les possède aux chevaux employés dans une zone exposée aux gaz.
Lorsque le masque est pourvu d’un dispositif d’attente, on le met en place avant d’entrer dans une zone dangereuse. Dans le cas contraire, le cheval ne sera généralement muni du masque qu’aux premiers indices ayant amené l’homme à se protéger. La protection collective des chevaux (fermeture des écuries par des toiles mouillées, pulvérisations) est difficile à organiser. On diminuera le danger en installant les chevaux sur des emplacements élevés plutôt que dans des bas-fonds. Si on a été amené à occuper ceux-ci, il y a lieu d’en prévoir l’évacuation.
Lorsque le cheval a dû traverser une zone infectée d’ypérite, ou a été atteint par des projections de ce produit, éviter de le toucher avec les mains nues ; se mettre à l’écart, et, après avoir revêtu les moufles, frotter le plus tôt possible les jambes et, éventuellement, les parties touchées avec du chlorure de chaux sec, puis laver à grande eaux. À défaut de chlorure de chaux, savonner ; à défaut de savon, laver à grande eau. Ne pas employer de chlorure de chaux pour les parties les plus délicates (naseau, anus, vulve) ; les savonner. Ces opérations terminées, désinfecter et ôter les moufles. Se désinfecter les mains et laver les yeux du cheval avec de l’eau pure, en tamponnant doucement les paupières avec du coton ou un linge propre ; ne jamais employer le chlorure de chaux ni le carbonate de soude. Il est prudent de porter, en même temps que les moufles, les autres effets spéciaux de protection et même le masque.

## Masque Decaux
Le masque Decaux est un appareil filtrant. Il permet l’usage de la bride, les rênes et les anneaux porte-rênes restant à l’extérieur de l’appareil.

### Mise en place
Le masque, en forme de sac, est constitué par un certain nombre de gazes imprégnées, identiques à celles employées pour le masque à gaz. Il comporte deux types.

#### Masque de fabrication ancienne
Le fond du sac est fermé ; chaque côté est fendu jusqu’au sommet sur le tiers environ de la longueur ; les bords de chacune des fentes s’élargissent latéralement par une oreille.
À l’origine de la fente est cousue une plaque d’attache métallique, sur laquelle pivotent et s’entrecroisent deux crochets mobiles montés sur un axe dont l’assemblage forme la pince tête de chat. Au sommet du sac, sur chaque bord, est cousue extérieurement, une large bande dont les extrémités sont en tissu élastique et portent d’un côté un crochet, de l’autre une triple boucle en fil de fer. Le bord antérieur est muni en son milieu d’une boucle à laquelle est fixé un ruban d’attache réglable (ou passement), terminé par crochet métallique plat.
À l’intérieur du sac, cousu au milieu de sa paroi antérieure, une lame en tôle en forme de chausse-pied (gouttière) porte une armature ovale en fil d’acier. L’ensemble de cette carcasse est destiné à tendre la partie antérieure du masque et à la maintenir écartée des naseaux. Un pare-pluie recouvre le masque ; son bord supérieur se prolonge par deux rubans dont l’un est élastique et terminés l’un par une boucle et l’autre par une agrafe.
L’appareil est conservé dans un sac muni d’un ruban de portage et portant de chaque côté un passant.

#### Masque de fabrication courante (comportant une position d’attente)
Le masque comporte les modifications suivantes : Le fond du sac se prolonge en se rétrécissant jusqu’à une ouverture d’une dizaine de centimètres de largeur ; sur chaque côté de ce prolongement se trouve un ruban de serrage et un passant en toile. Chaque ruban est introduit dans le passant opposé ; éviter de laisser pendre les rubans en les attachant l’un à l’autre par leur extrémité et à l’aide d’un simple nœud ; en serrant les rubans après les avoir dégagés des passants et en les enroulant, on obtient une fermeture hermétique.
- Tailles : le masque se fabrique en deux tailles.

Le masque de taille ordinaire (T. O.) et la grande taille (G. T.), qui convient à la plupart des chevaux.

### Description[4]

#### Licol
Le cavalier sort le masque du sac et se place face au cheval, à droite du crochet et en avant ; de la main droite, il tient le passement près du crochet. Il fait passer celui-ci, de bas en haut, sous la têtière du licol auquel il l’assujetti, l’ouverture du crochet reste opposée à la tête de l’animal.
L’extrémité inférieure de la tête du cheval est introduite dans le masque comme dans une musette-mangeoire, assez profondément pour que la bande du bord antérieur se trouve bien au-dessus des naseaux. À cet effet, régler le passement qui doit être tendu sur la ligne médiane de la face ; la gouttière doit s’appliquer sur les sus-naseaux. Maintenir ensuite les oreilles rabattues en accrochant les extrémités de la bande ou garniture élastique antérieure sous le maxillaire inférieur, et les extrémités de la garniture élastique postérieure sur le chanfrein, de façon qu’elles recouvrent la bande antérieure.
S’assurer au cours de cette opération que les bords du masque ne font pas de gros plis et que les fentes sont bien closes par les oreilles rabattues.

#### Garniture à mors

##### Garniture à un seul mors
Le cavalier se place pour appliquer le masque comme dans le cas du licol ; il passe le crochet du passement sous le frontal et l’y fixe. Il introduit l’extrémité inférieure de la tête dans le masque et règle la longueur du passement. De chaque côté du masque, il ramène l’un sur l’autre les crochets mobiles, de manière qu’ils enserrent l’extrémité du mors (les branches, s’il y en a, restent en dehors du masque). Il accroche les garnitures élastiques comme il est dit plus haut en les passant sous les montants de la bride.

##### Garniture à deux mors
Dans le cas d’une bride à deux mors, dont aucun ne comporte d’entretoise, décrocher la gourmette, fixer les crochets sur le mors de bride ; passer les bandes sous les montants de la bride et les accrocher. Le mors de filet vient se placer légèrement au-dessus et en arrière du mors de bride. Si le mors de bride est muni d’une entretoise, fixer les crochets mobiles au mors de filet : les branches du mors de bride et les rênes à leur départ se logent à l’intérieur du masque. Veiller à ce que les rênes soient à plat sous la sous-barbe et ne chevauchent pas l’une sur l’autre à la sortie du masque. Il peut se faire que le mors de bride ne puisse trouver place dans le masque : dans ce cas, détacher le mors de bride d’un côté, le sortir de la bouche et le laisser suspendu à l’un des montants de la bride.

### Position d’attente et position de protection
Les masques de fabrication courante peuvent être placés en position d’attente : à cet effet, après avoir ajusté le masque comme il a été dit, ne pas fermer l’ouverture du fond du sac. Le cheval n’éprouve aucune gêne respiratoire et peut fournir un travail soutenu.
Le masque, enfermé dans son sac, peut être placé :
- Pour les chevaux attelés

Dans les voitures (case d’armon d’artillerie, coffres des voitures réglementaires, etc.) ; en cas d’attelage à la Daumont, on peut fixer les masques du porteur et du sous-verge, l’un recouvrant l’autre, sur le côté droit de la sellette du sous-verge au moyen de la courroie de sellette introduite dans les passants des sacs.
- Pour les chevaux de selle

Dans la partie supérieure de la sacoche ou dans le bissac gauche ; on peut encore fixer le masque sur la sacoche gauche au moyen de la courroie de sacoche introduite dans les passants du sac.
- Au cantonnement

Dans un sac suspendu à côté du harnachement.
- Au bivouac

Abrité sous la selle ou la sellette.
La mise en place du masque demande 3 à 5 minutes.

### Entretien du masque
Le port prolongé du masque, principalement à la position de protection, peur entraîner une détérioration assez rapide en raison de l’humidité résultant de la respiration et du salivage. Préserver le masque de l’action de l’eau et de l’humidité ; éviter de le salir ou de le déformer.

#### Masques humides, mouillés, salis
Normalement, le masque à gaz est légèrement humide au toucher. Cette humidité est voulue, elle tient à la nature des substances qui imprègnent les gaz et rend la protection plus efficace. Ne pas confondre cet état avec celui résultant des causes accidentelles envisagées ci-après.
Le mouillage du masque avec quelque liquide que ce soit est interdit. Un masque trempé par l’eau ou moisi est remplacé comme hors d’usage. Le pare-pluie empêche, en général, le masque d’être trempé par la pluie.
Ne pas confondre les moisissures (taches brunâtres), avec les efflorescences salines (cristaux ou dépôts farineux blanchâtres), qui se produisent parfois à l’intérieur du masque.
Après un emploi prolongé du masque, l’intérieur peut présenter un état d’humidité très marqué ; dans ce cas, faire sécher à l’air avant la remise dans l’étui. Ne jamais sécher près du feu.